# Bạch Long
Bạch Long là một xã thuộc huyện Giao Thủy, tỉnh Nam Định, Việt Nam.
Bạch Long là một xã ven biển, cách trung tâm huyện lỵ 10 km về phía Nam, có diện tích 9,78 km², dân số năm 1999 là 7992 người, mật độ dân số đạt 817 người/km². Trên địa bàn có 1 chùa Bảo Long và 1 Giáo họ Liên Trì và 10/10 xóm có nhà văn hóa đang hoạt động có hiệu quả.
Xã được thành lập từ năm 1966, đây là xã độc canh sản xuất muối lớn nhất huyện với diện tích 235 ha. Tổng sản lượng muối hàng năm ước đạt 25.000 tấn.
Hiện nay, trên địa bàn xã đã và đang hình thành mô hình sản xuất muối sạch mang lại hiệu quả kinh tế cao. Ngoài ra, nghề nuôi trồng và đánh bắt thủy hải sản là một trong những thế mạnh của địa phương, sản lượng hàng năm ước đạt 700 tấn các loại.
Năm 2011, tổng giá trị sản xuất của xã đạt 119 tỷ đồng. Bình quân thu nhập đạt 9,5 triệu đồng/người/năm.
Về giáo dục và y tế: Xã có 3 trường: Mầm non, Tiểu học và Trung học cơ sở. Bạch Long là xã đạt chuẩn quốc gia về Y tế.